# Francesca Zaccariotto
Francesca Zaccariotto (San Donà di Piave, 1º marzo 1962) è una politica italiana, ultimo presidente della Provincia di Venezia oltre che sindaco per due mandati a San Donà di Piave.

## Biografia
Si laurea in Scienze della formazione presso l'Università degli Studi di Trieste, per poi seguire un master per la Dirigenza nell'ente locale all'Università Bocconi di Milano. Ha lavorato come responsabile dei servizi sociali nei comuni di Spinea e Jesolo. È sposata dal 2010 con l'avvocato ed ex vicesindaco del comune di Treviso Giorgio Bonet. Ha un figlio, Giulio Bonet (2003), anche lui politico e consigliere comunale a San Donà di Piave.

## Carriera politica
È entrata in politica nel 1994 militando sin dall'inizio nella Lega Nord. Alle amministrative del 1998 viene candidata sindaco dalla Lega Nord ma esce sconfitta dalle elezioni. Entra così nel consiglio comunale di San Donà di Piave tra le file dell'opposizione. Viene ricandidata sindaco alla testa di una coalizione di centrodestra alle amministrative del 2003 e risulta eletta, venendo poi riconfermata alle elezioni del 2008.
Alle amministrative del 2009 è stata eletta presidente della provincia di Venezia battendo al secondo turno l'uscente Davide Zoggia. 
Oltre che prima donna a ricoprire tale carica, la Zaccariotto risultò essere la prima e unica presidente della provincia di Venezia di destra nella storia della Repubblica.
Nota infatti da sempre per essere una “roccaforte rossa”, la Serenissima era stata da sempre governata da partiti e da coalizioni di centro-sinistra.
Proprio per via del suo temperamento forte e deciso, oltre che per la sua determinazione, Zaccariotto è stata più volte accostata dai giornali a Margaret Thatcher, venendo più volte chiamata “Lady Lega” o “la Thatcher padana”.
È stata l’ultimo presidente della provincia di Venezia.
Con le amministrative del 2013 è tornata in consiglio a San Donà, ora nell'opposizione, come capolista della lista civica di centrodestra Francesca Zaccariotto per Smart City. Inizialmente destinata ad essere l’unica candidata del centrodestra nelle elezioni comunali di Venezia del 2015 con la lista "Venezia domani", ha corso poi (in seguito al “divorzio” con la Lega) con il sostegno di Giorgia Meloni e di alcune liste civiche. A seguito della vittoria del centrodestra viene nominata assessore ai lavori pubblici nella giunta Brugnaro, venendo poi riconfermata nel 2020, risultando la più votata nella lista di Fratelli d’Italia.